# Unités étrangères de l’armée napoléonienne
Pour un article plus général, voir Armée napoléonienne.
Pour renforcer la Grande Armée, les pays alliés ou soumis au Premier Empire ont fourni de nombreux soldats, formés en unités indépendantes. Cette page liste les unités d’une taille supérieure au régiment, pour les unités plus petites, voir les petites unités étrangères de l'armée napoléonienne.

## Troupes étrangères dans les armées napoléoniennes

### De 1805 à 1809

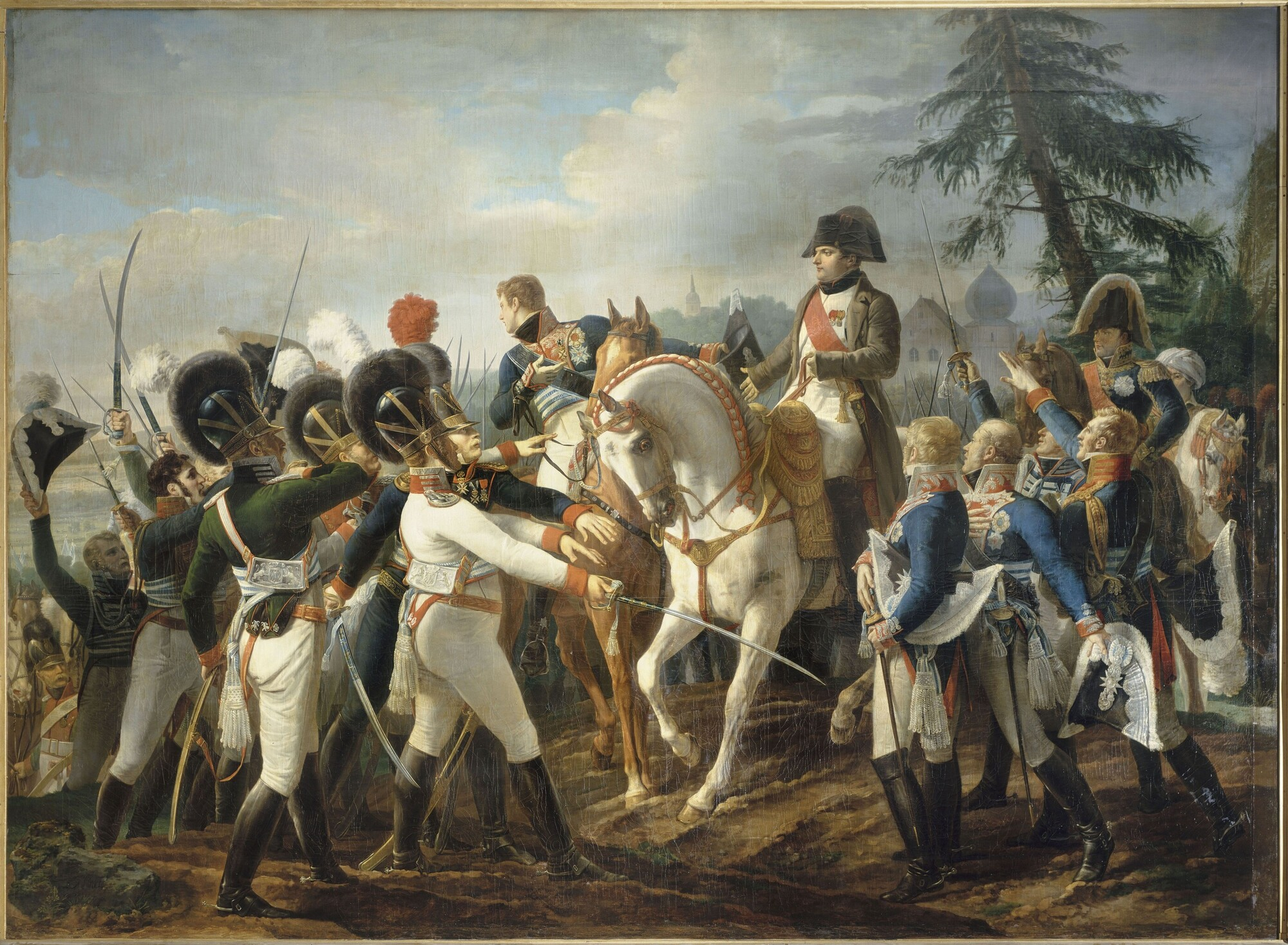
Napoléon harangue les troupes bavaroises et wurtembourgeoises à Abensberg, 20 avril 1809.

Beaucoup d'armées européennes recrutaient des troupes étrangères et la France napoléonienne ne fit pas d'exception. Les contingents étrangers jouaient un rôle important et combattaient avec distinction dans la Grande Armée pendant les guerres napoléoniennes. Presque tous les peuples européens avaient une place dans la Grande Armée. En 1805, 35 000 hommes de la confédération du Rhin (Hollandais, Allemands) défendent les lignes de communication et les flancs de la principale armée. En 1806, 27 000 hommes de plus sont appelés pour le même but que précédemment. Plus de 20 000 Saxons ont aussi été utilisés pour des opérations de déstabilisation contre les Prussiens. Pendant l'hiver de la campagne de 1806-1807, les Allemands, les Polonais et les Espagnols aident le flanc gauche de la Grande Armée à s'emparer des ports de Stralsund et Dantzig situés sur la mer Baltique. À la bataille de Friedland en 1807, le corps du maréchal Lannes est composé de beaucoup de Polonais, de Saxons et de Hollandais. Les contingents étrangers jouaient un rôle majeur lors des grandes batailles et s'en sortaient avec distinction.
Les Espagnols aussi sont nombreux dans l'armée française. Seulement, après l'invasion de l'Espagne par les Français et après l'excommunication de Napoléon par le pape, les Espagnols, loyaux sujets de l'ancien roi espagnol et fervents catholiques, refusent d'aider les soldats français et, soutenus financièrement et militairement par les Anglais, vont même les combattre lors de batailles rangées ou leur tendre des embuscades (la guérilla). Les Portugais sont également présents au sein de la Grande Armée, avec la Légion portugaise et seront notamment présents aux batailles de Wagram et de la Moskova. Lors de la campagne d'Autriche de 1809, un tiers de la Grande Armée était composé de soldats de la confédération du Rhin et un quart de l'armée en Italie était composé d'Italiens.

### Effectifs en 1812 et campagne d'Allemagne

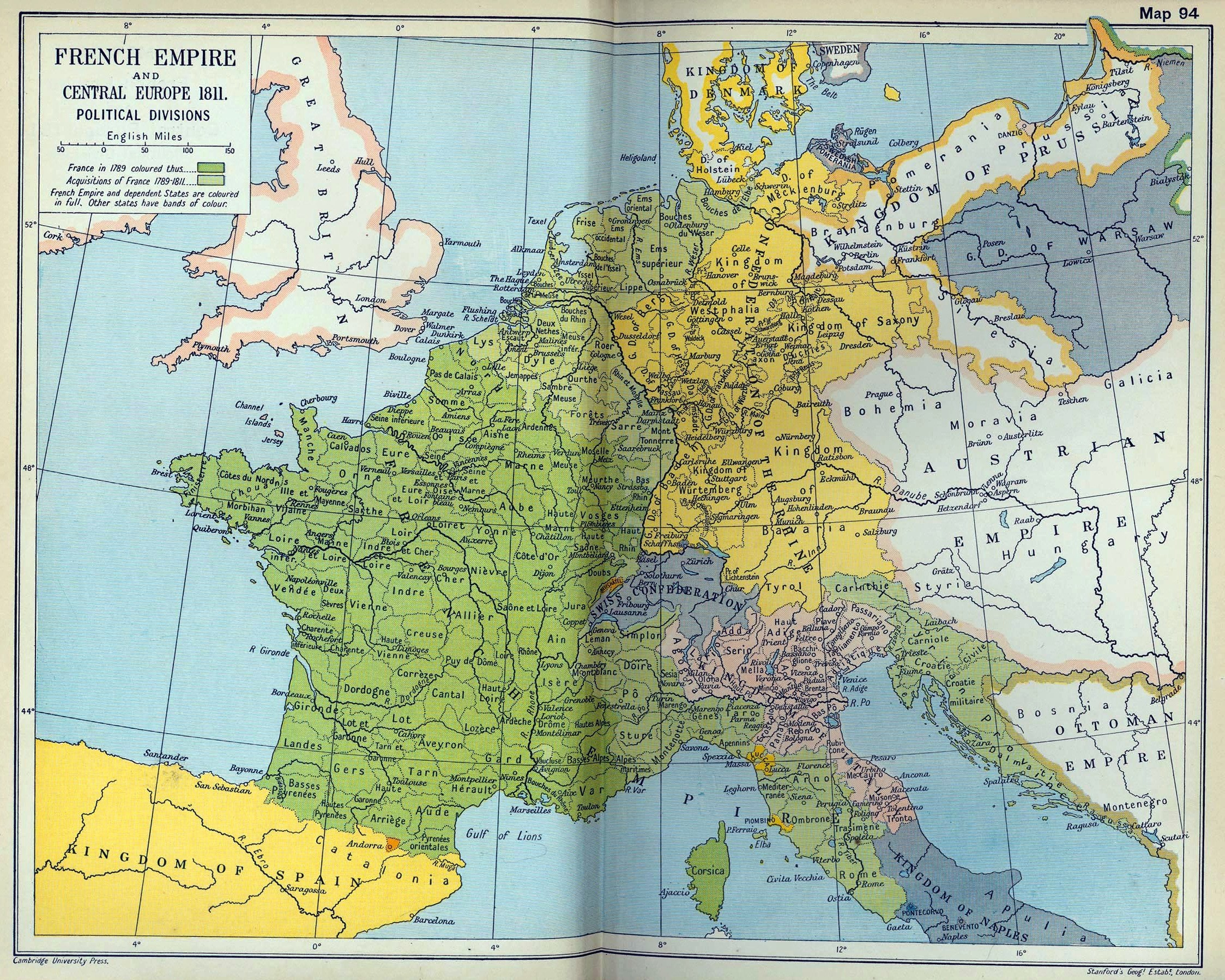
Carte de l'Europe en 1811.

À l'apogée de l'Empire, plus de la moitié des troupes qui marchent sur la Russie ne sont pas françaises mais représentent plus de 20 pays différents (300 000 Français, Hollandais et Belges, 95 000 Polonais (commandés par le général prince Poniatowski), 35 000 Autrichiens (dirigés par le prince Schwarzenberg), 25 000 Italiens, 24 000 Bavarois, 20 000 Saxons, 20 000 Prussiens (commandés par le général Grawert, puis par le général York), 17 000 Westphaliens, 15 000 Suisses et 3 500 Croates. À l'exception des Polonais, des Autrichiens et des Prussiens, les divers contingents étaient sous commandement de généraux et de maréchaux français.
Seulement, après le désastre de la campagne de Russie, les Prussiens et les Autrichiens déclarent la guerre à la France. Les contingents prussiens et autrichiens intégrés dans l'armée française rejoignent donc les troupes de leur pays respectif. En 1813, pendant la bataille de Leipzig, la division saxonne de la Grande Armée, voyant la supériorité numérique des alliés, rejoint les rangs ennemis de Bernadotte, prince héritier de Suède et ancien maréchal de Napoléon. À la fin de la bataille, c'est au tour des Bavarois de quitter les rangs français et de rejoindre les Autrichiens qu'ils avaient pour mission de contenir. Non content de fausser compagnie à ses anciens frères d'armes, le général baron de Wrede (commandant le contingent bavarois de la Grande Armée depuis 1806) se propose également pour leur couper la route en se postant à Hanau. Mais il est battu par les Français.

### Campagne de France et Cent-Jours
Après Leipzig, il n'y a guère que les Polonais qui restent fidèles à l'Empereur. Ainsi, lors de la campagne de France de 1814, le régiment des lanciers polonais de la Garde se bat à Brienne, La Rothière dans l’Aube, Champaubert (10 février 1814), Montmirail, Château-Thierry, Vauchamps (Marne), Montereau (Yonne), Troyes, Berry-au-Bac, Craonne, Laon, Reims, La Fère-Champenoise, Arcis-sur-Aube, Vitry, Saint-Dizier, Le Bourget, ainsi que lors de la défense de Paris. Le régiment polonais demeure jusqu'au bout auprès de l’Empereur battu. Le 4 avril 1814, son commandant, le général Krasiński, écrit une lettre à Napoléon, l’assurant que le régiment, à l’inverse des maréchaux, lui restera fidèle envers et contre tout. C’est justement cette fidélité inflexible qui – selon l’historien Robert Bielecki – décide l’Empereur déchu à emmener avec lui dans son exil de l’île d’Elbe un escadron d'environ 110 chevau-légers polonais commandé par le héros de la retraite de Russie, Paweł Jerzmanowski.
En 1815, pendant les Cent-Jours, l'armée française est composée presque entièrement de Français, à l'exception de ces Polonais. Lors de la campagne de France de 1815, le décret impérial excluant les étrangers du service au sein de la Garde impériale comporte une exception pour l’escadron polonais (élargi à 225 personnes).

## Unités étrangères

### Troupes polonaises

#### Légion de la Vistule

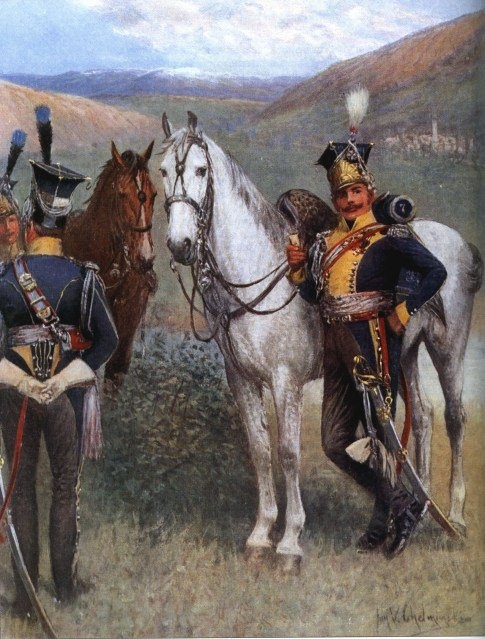
Lanciers polonais de la Vistule en Espagne. Peinture de Jan Chełmiński, tirée de L'Armée du Duché de Varsovie, 1913.

Le 5 avril 1807, Napoléon ordonne la mise sur pied d'une légion polonaise, formée avec les quelques troupes présentes en Italie. Elle prend la dénomination de légion polacco-italienne au début de l'année 1808, puis passe au service de la France fin mars sous le nom de légion de la Vistule. Le corps aligne un régiment de cavalerie et trois régiments d'infanterie, chaque arme ayant son conseil d'administration distinct. Les lanciers de la Vistule sont créés par décret le 4 mai 1808 et organisés en un état-major, quatre escadrons à deux compagnies et une compagnie au dépôt, pour un total de 47 officiers et 1 124 hommes de troupes. La solde est identique à celle des régiments de chasseurs à cheval, et l'uniforme hérité de la légion polacco-italienne est conservé. L'infanterie comprend trois régiments divisés en deux bataillons chacun composé de six compagnies, ainsi qu'un bataillon installé au dépôt de Sedan. L'ensemble totalise 5 880 hommes, tous polonais à quelques rares exceptions. 
Une 2e légion de la Vistule est décrétée le 8 juillet 1809 et organisée à Wolkersdorf, en Autriche. Le recrues sont triées parmi les soldats polonais prisonniers servant dans l'armée autrichienne. Cette nouvelle légion n'aura toutefois qu'une existence éphémère, puisqu'elle est dissoute le 12 février 1810 et ses éléments versés dans la 1re légion. Pour la campagne de Russie, en 1812, le corps est attaché à la Garde impériale et prend part aux opérations à sa suite, sous le commandement du général Claparède. Les opérations causent de lourdes pertes, ce qui entraîne la fusion des quatre régiments en un unique régiment de la Vistule à deux bataillons.

#### Lanciers polonais de la Garde impériale
« Lors de son entrée à Varsovie, en décembre 1806, Napoléon fut escorté par une garde d'honneur composée de nobles polonais dont la superbe allure le séduisit. Aussi, dès le 2 mars 1807, l'Empereur ordonna-t-il la formation d'un pulk, ou corps de cavalerie polonaise, de quatre escadrons destinés à faire partie de la Garde .. qui reçurent le nom de chevau-légers polonais...

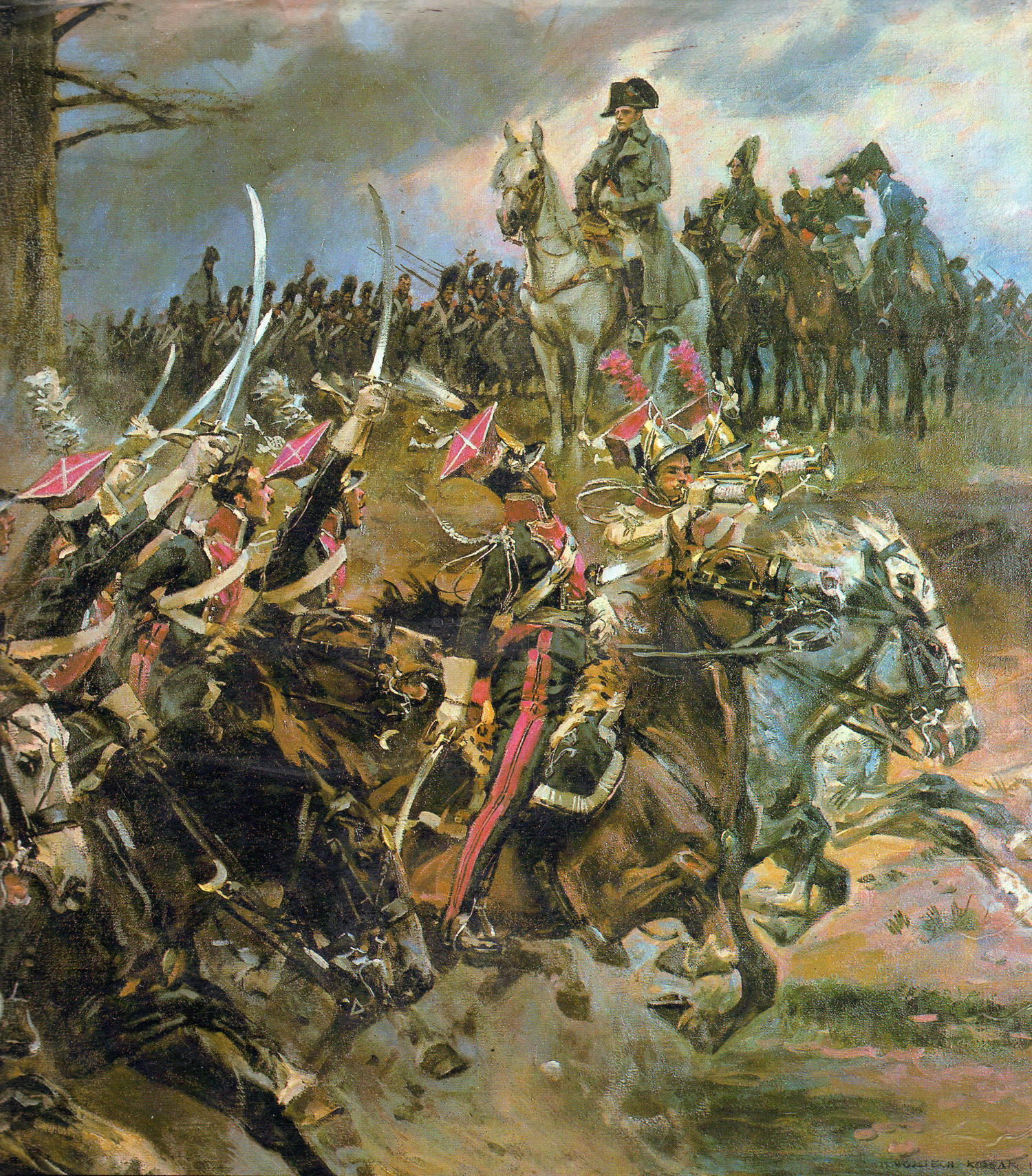
Vivat Cesarz ! : les chevau-légers polonais de la Garde acclament Napoléon avant de partir à l'assaut du col de Somosierra (peinture de Wojciech Kossak, 1914).

A Wagram en 1809, ils s'étaient improvisés lanciers en arrachant aux uhlans autrichiens leurs lances pour mieux les pourchasser ensuite. » C'est à la suite de ce fait d'armes que le régiment, qui adopta définitivement la lance comme armement,  pris le titre de « chevau-légers lanciers polonais », plus communément désignés comme « lanciers polonais ».
Derniers soldats étrangers à combattre au sein de l'armée napoléonienne, les lanciers polonais de la Garde sont fidèles à l'Empereur pendant toute la durée de l'épopée napoléonienne jusqu'à la période des Cent-Jours: un escadron de lanciers polonais se retrouve en effet intégré aux lanciers rouges du général Pierre David de Colbert-Chabanais, arborant toujours sa livrée bleue. Les chevau-légers effectuent leur dernier service auprès de l’Empereur malgré l’appel du grand-duc Constantin, exhortant Jerzmanowski, sous la menace de peine capitale, de ramener l’escadron en Pologne. Les chevau-légers combattent avec bravoure à Ligny et à Waterloo. L’escadron se retire ensuite en ordre de bataille et en armes, derrière la ligne de la Loire, pour se placer sous le commandement du maréchal Davout. Le 1er octobre 1815, l’épopée napoléonienne des Polonais prend fin – ils sont définitivement demis de leur service dans l’armée française. Malgré ses demandes, le colonel Jerzmanowski n’obtient pas la permission de faire partie de la petite suite impériale en partance vers Sainte-Hélène.
Tous les cavaliers polonais servant dans les armées napoléoniennes se distinguaient par deux pièces d'uniforme caractéristiques: la Kurtka (en), veste à basques courtes et plastron boutonné sur les deux côtés et la chapska, coiffure qui deviendra celle des lanciers et uhlans européens jusqu'à la Première Guerre mondiale.

### Troupes lituaniennes
Au cours de la campagne de Russie de 1812, Napoléon se rend rapidement compte du potentiel militaire qu'offrent les Lituaniens dans sa guerre contre l'Empire russe et il souhaite dès lors créer une grande armée lituanienne sur le modèle de celle du Duché de Varsovie. Il s'occupe personnellement des unités de cavalerie lituaniennes qui seront affectées à la Garde impériale, comptant un régiment de lanciers et un escadron de tartares lituaniens.

### Régiments suisses

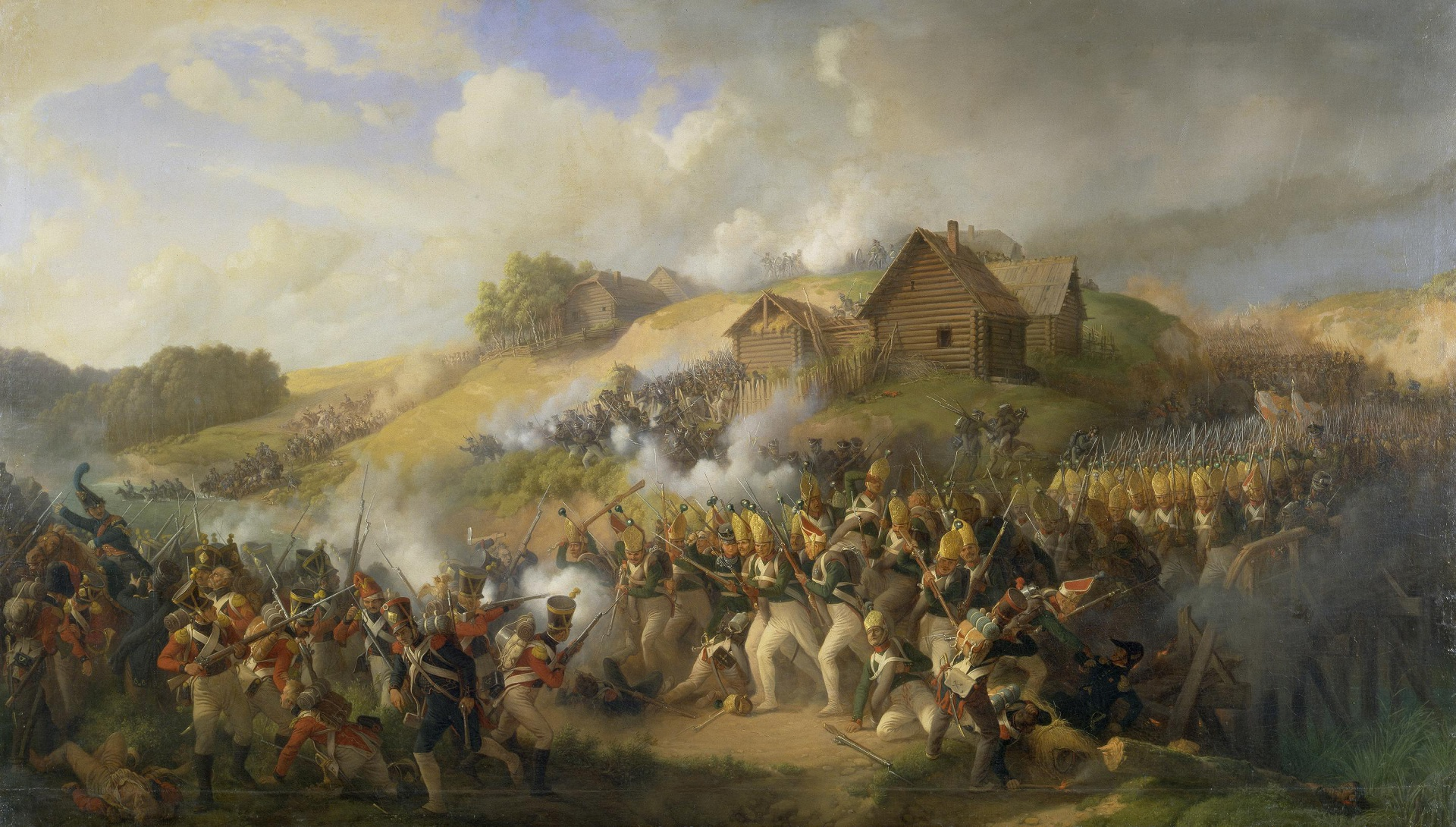
Les Suisses affrontent les grenadiers russes à la bataille de Kliastitsy.

La République helvétique lève un contingent de 18 000 hommes d’infanterie pour le service et à la solde de la France en vertu d’une convention signée le 19 décembre 1798. Six demi-brigades d’infanterie à trois bataillons furent constituées dans les premiers mois de 1799. En janvier 1801, en raison d'un effectif incomplet, un fusion des demi-brigades devint nécessaire; la 1re avec la 6e, la 2e avec la 4e, et la 3e avec la 5e.
« Par l'acte de médiation de 1803, Bonaparte avait réorganisé la République helvétique. Cette même année, il imposait un traité d'alliance qui obligeait la Suisse à lui fournir un contingent de 16 000 hommes. Telle est l'origine des quatre régiments d'infanterie suisse mis sur pied en 1804.. »
Ces quatre régiments d'infanterie sont employés par Napoléon Ier, à la fois en Espagne - où ils s'illustreront notamment lors de la Bataille de Baylen - et en Russie - où ils s'illustreront notamment lors de la Bataille de la Bérézina. Le colonel général des Suisses est le maréchal Jean Lannes, nommé à ce poste en 1807, à qui succédera Louis-Alexandre Berthier, prince de Wagram et de Neuchâtel, vice-connétable de l'Empire, en 1810.
Aux côtés de ces régiments capitulés existait aussi le bataillon du Prince de Neuchâtel (surnommé bataillon des Canaris) ainsi qu'un bataillon dit « valaisan » levé dans le canton du Valais. « Au total, la Suisse avait fourni à Napoléon 90 000 hommes, dont la moitié furent tués ».

### Légion irlandaise

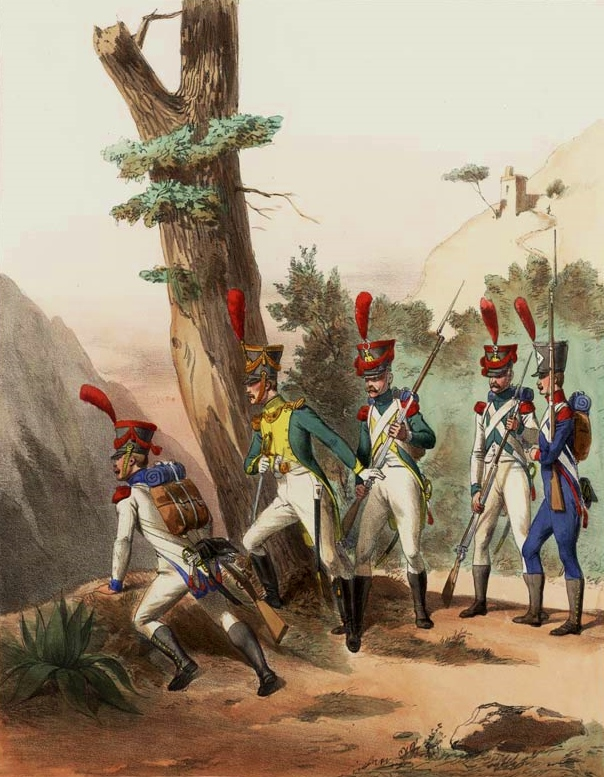
Les régiments étrangers de la Grande Armée d'après Marbot. De gauche à droite: Régiment de Catalogne, Légion irlandaise (officier et homme de troupe), Régiment Joseph-Napoléon, Régiment d'Illyrie.

Le 31 août 1803, une légion irlandaise est créée dans le cadre des préparatifs du débarquement en Irlande. Elle est organisée à la manière d'un régiment à deux bataillons ; les recrues sont irlandaises ou écossaises mais comprennent également plusieurs engagés volontaires anglais. Après l'abandon du projet de débarquement, l'unité cantonne aux Pays-Bas. En 1808, le 2e bataillon entre en Espagne avec les troupes du maréchal Murat, et participe à la répression du soulèvement du Dos de Mayo. Le reste de la légion lutte contre les Britanniques lors de l'expédition de Walcheren en 1809, avant de devenir le 3e régiment étranger en 1811.

### «Régiments étrangers»
L'armée impériale compta quatre régiments étrangers dans ses rangs dont les effectifs étaient essentiellement constitués de déserteurs des armées vaincues par Napoléon - allemands pour la plupart - ou de volontaires individuels - irlandais ou polonais:
- 1er régiment étranger dit de la Tour d'Auvergne
- 2e régiment étranger dit Régiment d'Isembourg
- 3e régiment étranger « irlandais » constitué avec les restes de la Légion irlandaise
- 4e régiment étranger, ex Régiment de Prusse, dont les éléments seront versés au 3e après dissolution

### Royaume de Naples et royaume d'Italie

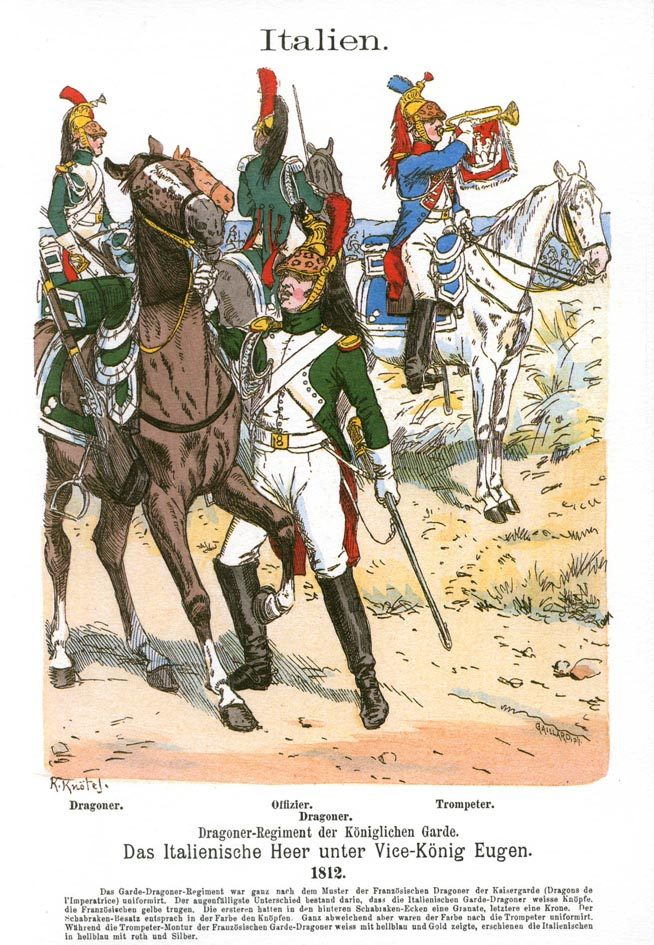
Dragons du royaume d'Italie d'après Richard Knötel.

## Armées des états «vassaux»

### Royaume de Hollande
L'Armée, commandée par le roi Louis-Napoléon Ier est constitué de plusieurs unités dont :
- la Garde royale (cuirassiers, hussards, grenadiers, chasseurs et artillerie) ;
- la Brigade hollandaise ;
- le 2e régiment de cuirassiers ;
- le 2e régiment de hussards ;
- le 3e régiment de hussards ;
- le 1er régiment de chasseurs ;
- le 2e régiment de chasseurs.

### Royaume de Westphalie

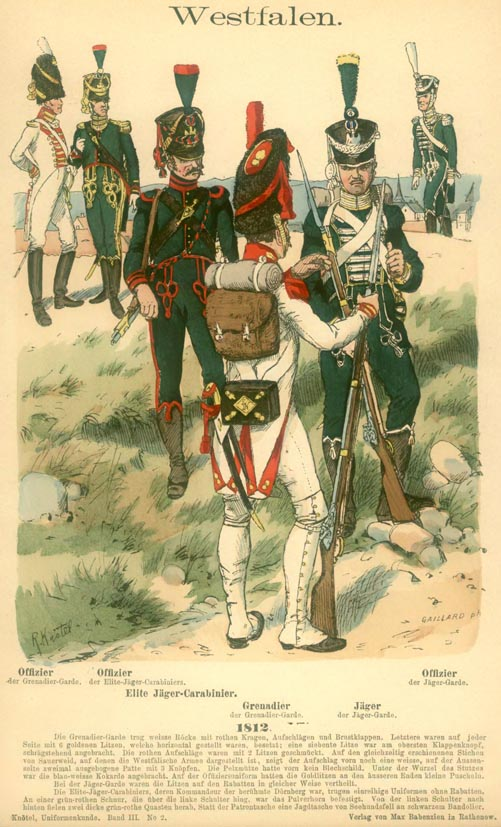
Troupes du royaume de Westphalie d'après Richard Knötel.

## Contingents de la confédération du Rhin
- un régiment de chevau-légers du grand-duché de Wurtzbourg (1806-1814)